# Suffolk resolves
Suffolk Resolves je bila deklaracija, ki so jo 9. septembra 1774 podali voditelji okrožja Suffolk v Massachusettsu. Deklaracija je zavrnila Zakon o vladi Massachusettsa in povzročila bojkot uvoženega blaga iz Velike Britanije, razen če bi bili razveljavljeni Intolerable Acts (Nevzdržni akti). Državnik Edmund Burke je Resolves prepoznal kot pomemben razvoj kolonialnega sovraštva, kar je privedlo do sprejetja Deklaracije Združenih držav Amerike o neodvisnosti od Kraljevine Velike Britanije leta 1776 in pozval k spravi Britancev z ameriškimi kolonijami, vendar z majhnim uspehom. Prvi kontinentalni kongres je 17. septembra 1774 potrdil resolucije, in 20. oktobra 1774 sprejel podobno tematsko Continental Association.